# 徐詠芫
徐詠芫（英語：Norman Yung Yuen Hsu，中文又譯徐諾曼，1951年10月—），是美國的一名大金主，曾為希拉里·克林顿等民主黨候選人籌募政治獻金而成為該黨的貴賓，但亦引起公眾的注意並揭發其資金來源可疑以及從商多年涉及不當的情況。

## 生平
徐詠芫生於香港，其家族來自上海，報稱「成衣商人」，18歲時到美國柏克萊加州大學唸電腦科學，畢業後在加州定居經商，1974年結婚。

## 詐欺罪
1991年，徐詠芫在加州承認犯了詐欺罪，本需服有期徒刑三年，但他潛逃到香港。徐詠芫在香港期間再開設空殼公司經商，1998年被法院宣告破產後回到美國，定居紐約市都會區，除經商外亦開始參與民主黨的政治捐款和募款。
徐詠芫在2007年8月底被揭發其加州逃犯身份後，隨即自首，但在付出200萬美元保釋金之後，9月5日又棄保潛逃，但翌日在科羅拉多州被捕。
2007年9月20日，紐約南區美國聯邦檢察長就徐詠芫在紐約的商業和籌款行為，以郵件詐欺、電匯詐欺、違反《選舉金融法》等罪名提出起訴；若罪名成立，徐詠芫最高可被判有期徒刑45年。
2009年9月29日，曾协助民主党总统参选人筹款的香港移民徐咏芫因另一批诈骗控罪，被纽约市法院判处24年有期徒刑。纽约南区联邦地方法院裁定，58岁的徐咏芫诈骗罪名成立，判监20年，另违反竞选筹款规定一罪则判刑四年又四个月。主审法官马雷罗斥责徐咏芫是“披着羊皮的豺狼”。他此前因另一起诈骗指控被加州圣马特奥县中级法院判刑三年。徐咏芫承认操作一个庞大的“庞兹骗局”，涉及资金高达6000万美元。他在2007年奥巴马与希拉里的党内初选竞逐期间先后协助两人筹款。纽约检察部门指出，从事制衣业的徐咏芫在2003年至2006年期间迫使生意伙伴向国会或总统参选人作巨额捐款。奥巴马和希拉里把徐咏芫筹得的款项全数退回或捐予慈善机构。